# Кињоло По
Кињоло По (итал. Chignolo Po) је насеље у Италији у округу Павија, региону Ломбардија.
Према процени из 2011. у насељу је живело 2227 становника. Насеље се налази на надморској висини од 67 м.

## Становништво
| 1936. | 1951. | 1961. | 1971. | 1981. | 1991. | 2001. | 2011. |
| ----- | ----- | ----- | ----- | ----- | ----- | ----- | ----- |
| 4.429 | 4.341 | 3.642 | 3.127 | 3.018 | 3.009 | 3.234 | 3.992 |